# プログラマーの日
プログラマーの日（ロシア語:День программиста、英語：Programmers' Day）は、ロシアの公式な祝日である。
コンピュータのデータを扱う単位である8ビットに256通りの表現があることから、1月1日から256日目にあたる9月13日（閏年の場合は9月12日）に定められた。2009年7月24日にロシア情報技術・通信省により認められた。